# Либера, Пётр
Пётр Либе́ра (пол. Piotr Libera, 20.03.1951 г., Шопенице, Польша) — католический прелат, епископ Плоцка со 2 мая 2007 года.

## Биография
Пётр Либера родился 20 марта 1951 года в населённом пункте Шопенице (сегодня — часть города Катовице). В 1969 году поступил в Силезскую высшую духовную семинарию в Кракове, обучение в которой было прервано призывом на срочную армейскую службу. С 1970 по 1972 год служил в капелланском отряде, где получил звание капитана. 15 апреля 1976 года был рукоположён в священники, после чего служил в различных приходах. С 1980 по 1986 год обучался в Силезском папском университете в Риме, по окончании которого получил научную степень доктора классической литературы. Возвратившись в Польшу, преподавал до 1989 года патрологию и латинский язык в Силезской высшей духовной семинарии в Кракове. В 1989 году Пётр Либера был назначен секретарём апостольского нунция в Польше Юзефа Ковальчика.
23 ноября 1996 года Римский папа Иоанн Павел II назначил Петра Либеру вспомогательным епископом епархии Катовице и титулярным епископом Центурии. 6 января 1997 года в соборе святого Петра в Риме состоялось рукоположение Петра Либеры в епископа, которое совершил Римский папа Иоанн Павел II в сослужении с кардиналом Джованни Баттистой Ре и архиепископом секретарём Конгрегации по делам восточных церквей Мирославом Марусиным.
2 мая 2007 года Римский папа Бенедикт XVI назначил Петра Либеру епископом Плоцка. 31 мая 2007 года состоялся ингресс Петра Либеры в Плоцке в кафедральном соборе Успения Пресвятой Девы Марии.